# Coppa Intercontinentale 1999 (calcio)
La Coppa Intercontinentale 1999 (denominata anche Toyota Cup 1999 per ragioni di sponsorizzazione) è stata la trentottesima edizione del trofeo riservato alle squadre vincitrici della UEFA Champions League e della Coppa Libertadores.

## Avvenimenti
Per la terza volta consecutiva una squadra brasiliana arriva in finale di Intercontinentale: questa volta tocca agli esordienti del Palmeiras, opposti agli inglesi del Manchester United, che tornano in finale dopo 31 anni dopo il successo ottenuto all'ultimo minuto contro il Bayern Monaco nella finale della Champions League.
L'allenatore dei Red Devils Ferguson sceglie di irrobustire il centrocampo schierando Butt dal primo minuto. Dopo una prima mezz'ora di sostanziale equilibrio è la squadra inglese a passare in vantaggio grazie a un'incursione di un ispirato Giggs che salta Júnior Baiano in velocità e crossa al centro: il portiere Marcos manca il pallone, permettendo a Keane di appoggiare di piatto in gol a non più di un metro dalla porta.
La ripresa vede la compagine brasiliana cercare il pareggio, incappando però in una buona serata del portiere australiano Bosnich, bravo a respingere ogni tentativo di marcatura avversaria in particolare nel quarto d'ora finale della gara, quando prima Oséas poi Euller non riescono a trovare il pareggio.
Il Manchester United ottiene così il titolo di club campione del mondo, prima squadra inglese a vincere una Coppa Intercontinentale. Il gallese Giggs, autore dell'assist per la rete decisiva, sarà premiato a fine gara come miglior giocatore della manifestazione.
Nel 2017 la FIFA ha equiparato i titoli della Coppa del mondo per club e della Coppa Intercontinentale, riconoscendo a posteriori anche i vincitori dell'Intercontinentale come detentori del titolo ufficiale di "campione del mondo FIFA", inizialmente attribuito soltanto ai vincitori della Coppa del mondo per club.

## Tabellino
| Arbitro: | Hellmut Krug |

|           |           |  |
| Keane 35’ | Marcatori |  |

| Manchester United | Palmeiras |

| Manchester Utd |    |                     |             |     |
|                |    |                     |             |     |
| P              | 1  | Mark Bosnich        |             |     |
| D              | 2  | Gary Neville        |             |     |
| D              | 6  | Jaap Stam           |             |     |
| D              | 27 | Mikaël Silvestre    | Ammonizione |     |
| D              | 3  | Denis Irwin         |             |     |
| C              | 7  | David Beckham       |             |     |
| C              | 8  | Nicky Butt          |             |     |
| C              | 16 | Roy Keane (C)       |             |     |
| C              | 18 | Paul Scholes        |             | 75’ |
| C              | 11 | Ryan Giggs          |             |     |
| A              | 20 | Ole Gunnar Solskjær |             | 46’ |
| Sostituzioni:  |    |                     |             |     |
| A              | 10 | Teddy Sheringham    |             | 75’ |
| A              | 19 | Dwight Yorke        |             | 46’ |
| Allenatore:    |    |                     |             |     |
| Alex Ferguson  |    |                     |             |     |

| Palmeiras           |    |                   |             |     |
|                     |    |                   |             |     |
| P                   | 1  | Marcos (C)        |             |     |
| D                   | 2  | Francisco Arce    |             |     |
| D                   | 3  | Júnior Baiano     |             |     |
| D                   | 4  | Roque Júnior      |             |     |
| D                   | 6  | Júnior            |             |     |
| C                   | 5  | César Sampaio     |             |     |
| C                   | 15 | Galeano           |             | 54’ |
| C                   | 10 | Alex              | Ammonizione |     |
| C                   | 11 | Zinho             |             |     |
| A                   | 20 | Faustino Asprilla |             | 56’ |
| A                   | 7  | Paulo Nunes       |             | 77’ |
| Sostituzioni:       |    |                   |             |     |
| A                   | 9  | Oséas             |             | 56’ |
| A                   | 19 | Euller            |             | 77’ |
| A                   | 17 | Evair             |             | 54’ |
| Allenatore:         |    |                   |             |     |
| Luiz Felipe Scolari |    |                   |             |     |